# Magnavox Odyssey
O Magnavox Odyssey  é o primeiro console de videogame doméstico comercial da história. Foi apresentado pela primeira vez em abril de 1972 e lançado em setembro do mesmo ano, antecipando o jogo Pong do Atari. É um console digital, embora muitas vezes seja erroneamente definido como analógico, devido à incompreensão de seu projeto de hardware.
Odyssey foi desenvolvido por Ralph Baer, que começou a trabalhar em um protótipo em 1966 e o terminou por volta de 1968. Este protótipo, conhecido como Brown Box, está agora no Museu Nacional de História Americana do Smithsonian Institution em Washington. Apenas em maio de 1983 chega ao Brasil com o Odyssey 2, concorrente do Atari 2600. O primeiro console Odyssey nunca foi lançado oficialmente no Brasil, e a Philips optou por vender a versão 2 apenas como "Odyssey", sem o número; gerando certa confusão,

## Design
O Odyssey é um console digital. No entanto, como todos os consoles até a oitava geração, utilizava um circuito analógico de saída de vídeo, devido ao fato dos televisores da época serem analógicos. Além disso, assim como a Nintendo 64 e posteriores, contava com um joystick analógico. Devido a estes dois fatores, muitos colecionadores erroneamente consideram o Odyssey como analógico, o que levou Baer a esclarecer que realmente era digital. Os sinais eletrônicos trocados entre as várias partes (geradores de sincronização, matriz de diodos etc.) são binários.
O Brown Box era capaz de mudar a cor da tela para simular diversos cenários, mas no final a função foi removida, e no produto final de 1975 foi substituída por 12 folhas de acetato. Assim, o jogo exigia a fixação das folhas na tela do televisor para jogar, uma vez que o programa não era capaz de desenhar a linhas de demarcação de cada tipo de jogo.

## História
A Magnavox estabeleceu um processo judicial contra o Atari, por violação de patente no projeto Pong  da Atari, por ser parecido com o jogo de tênis do Odyssey. Durante a década seguinte, a Magnavox processou outras grandes empresas como Coleco, Mattel, Seeburg e Activision.

## Videogames da série

### Odyssey 100
Foi a primeira consola comercializada.

### Odyssey 200
Foi a segunda consola da série, lançado no mesmo ano de seu antecessor, Odyssey 100. Vinha com dois chips da Texas Instruments, que adicionavam o jogo smash e algumas marcações na tela. E até 4 pessoas podiam jogar nela em simultâneo.

### Odyssey 300
Terceira consola da série. Lançada em 1976, a grande diferença do seu antecessor, Odyssey 200 era o design.

### Odyssey 400
Quarta consola da série. Também foi lançada em 1976 e foi a primeira a ter um placar digital (graças a um chip da Texas Instruments).

### Odyssey 500
Quinta consola da série. Também foi lançada em 1976 e teve os tradicionais batedores trocados por desenhos de jogadores, além de mais 4 jogos.

### Odyssey 2000
Sexta consola da série. Lançada em 1977, tinha quatro jogos (Tênis, Hockey, Smash e Practice) e só era possível jogar com um ou dois jogadores.

### Odyssey 2001
Lançado somente na Europa em 1977, e o equivalente ao Odyssey 4000 americano. Essa consola tinha três jogos coloridos (Tennis, Hockey e Squash), graças ao chip National Semiconductor MM-57105-N. O som e a pontuação são controlados pela TV.

### Odyssey 2100
É a versão europeia do que seria um Odyssey 5000 americano. Por causa do chip National Semiconductor MM-57186-N, tinha seis jogos coloridos com variantes, o que somava 23 jogos.

### Odyssey 3000
Lançado em 1977, foi a sétima console da série. Vinha com controles destacáveis e com os quatros jogos de sempre (Tennis, Hockey, Smash e Pratice).

### Odyssey 4000
Foi a última consola da série Odyssey nos EUA. Vinha com os controles destacáveis e novos jogos (Soccer, Tênis, Hockey, Gridball, Smash, Smash Practice, Basketball e Basketball Practice).

### Odyssey 5000
A última consola oficial. Nunca foi lançada. O mais moderno da categoria Odyssey.

## Lista de jogos
Somando com todas as atualizações do Odyssey, a consola possuía ao todo 33 jogos.
- Analogic
- Baseball
- Basketball
- Basketball Practice
- Brain Wave
- Cat & Mouse
- Dogfight
- Football
- Fun Zoo
- Gridball
- Handball
- Haunted House
- Hockey
- Invasion
- Interplanetary Voyage
- Percepts
- Practice
- Prehistoric Safari
- Roulette
- Shooting Gallery
- Shootout
- Simon Says
- Ski
- Smash
- Soccer
- Squash
- States
- Submarine
- Table Tennis
- Tennis
- Volleyball
- Win
- Wipeout